# اورون
اورون یا آئورون(به انگلیسی: Aurone) یک ترکیب شیمیایی هتروسیکلی است که نوعی فلاونوئید محسوب می‌شود. دو ایزومر از این مولکول با پیکربندی ( E )- و ( Z )-وجود دارد. اورون حاوی یک قسمت بنزوفورانی است که با یک بنزیلیدین در موقعیت ۲ اتصال دارد.

## بیوسنتز
بیوسنتز اورون‌ها از کوماریل-کوآ شروع می‌شود. اورئوسیدین سنتاز ایجاد اورون‌ها از کالکون‌ها را از طریق هیدروکسیلاسیون و چرخه اکسیداتیو کاتالیز می‌کند.

## کاربردها
برخی از مشتقات اورون دارای خواص ضد قارچی هستند و در قیاس با فلاونوئیدها به نظر می‌رسد که اورون‌ها می‌توانند خواص بیولوژیکی دیگری نیز داشته باشند.

## ترکیبات مرتبط
- اورئوسیدین